# مارجريت هايز
مارجريت هايز (بالإنجليزية: Margaret Hayes)‏ هي ممثلة أمريكية، ولدت في 5 ديسمبر 1916 ببالتيمور في الولايات المتحدة، وتوفيت في 26 يناير 1977 في الولايات المتحدة بسبب سرطان وسرطان الكبد.

## وصلات خارجية
- مارجريت هايز على موقع IMDb (الإنجليزية)
- مارجريت هايز على موقع قاعدة بيانات برودواي على الإنترنت (الإنجليزية)
- مارجريت هايز على موقع إن إن دي بي (الإنجليزية)
- مارجريت هايز على موقع قاعدة بيانات الفيلم (الإنجليزية)